# Kecamatan Cibadak (distrikt i Indonesien, Banten)
Kecamatan Cibadak är ett distrikt i Indonesien.   Det ligger i provinsen Banten, i den västra delen av landet, 70 km väster om huvudstaden Jakarta.